# Hexton
Hexton – wieś w Anglii, w hrabstwie Hertfordshire, w dystrykcie North Hertfordshire. Leży 29 km na północny zachód od miasta Hertford i 54 km na północ od centrum Londynu.